# 戴世光
戴世光（1908年12月1日—1999年8月1日），男，原籍湖北武昌，生于天津，中国经济学家、统计学家，曾任中国统计学会副会长。

## 生平
戴世光14岁时，进入私立南开学校学习，毕业后考入清华大学经济学系。